# Józef Juniewicz

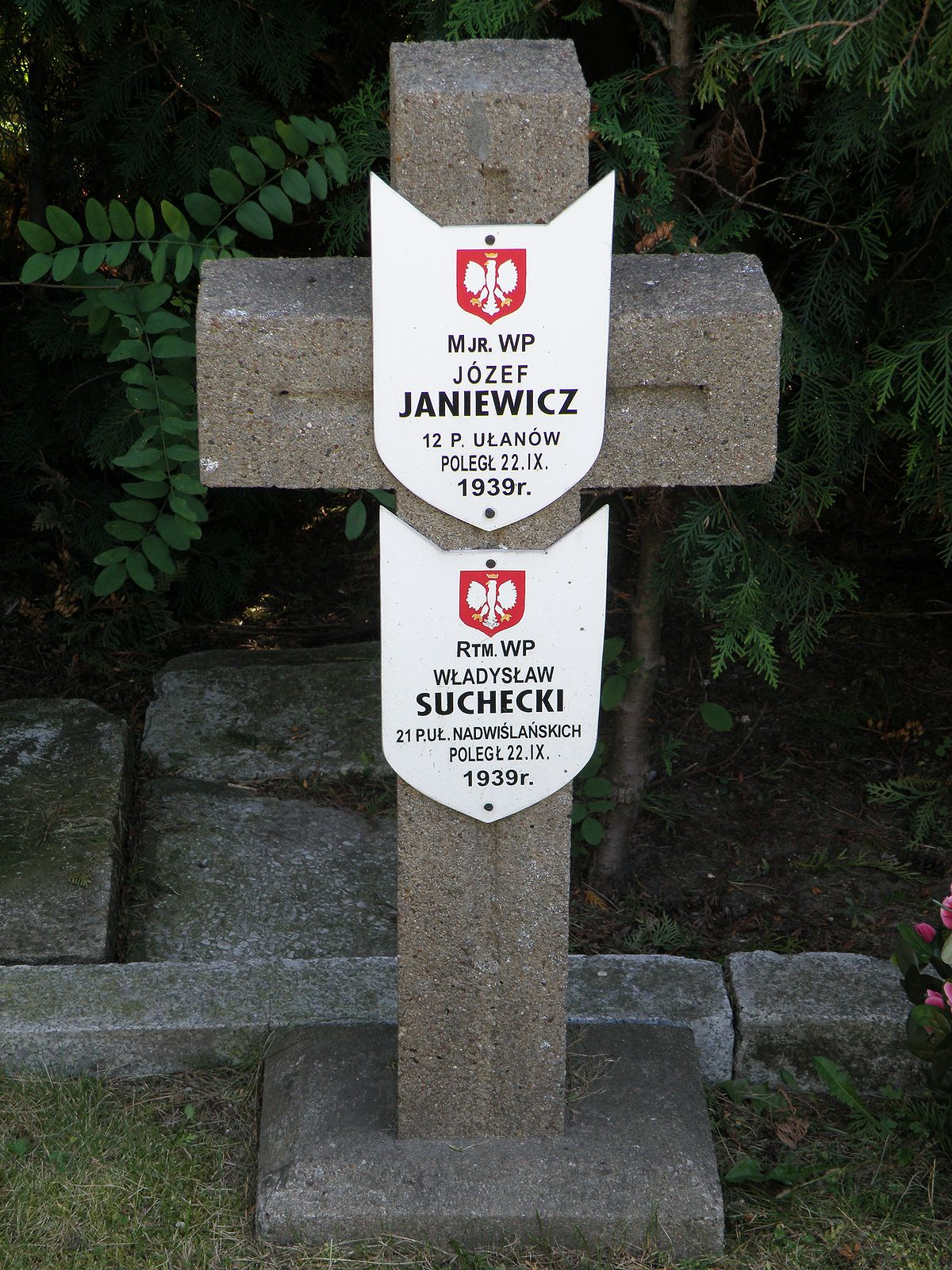
Grób mjr. Józefa Juniewicza na cmentarzu w Kiełpinie, z błędną tabliczką

Józef Juniewicz (ur. 2 lutego 1895 w Siedlarowszczyźnie, w powiecie oszmiańskim, zm. 22 września 1939 pod Łomiankami) – major kawalerii Wojska Polskiego.

## Życiorys
Uczestnik I wojny światowej. W czasie wojny z bolszewikami i Litwinami oraz po ich zakończeniu pełnił służbę w szeregach 13 pułku Ułanów Wileńskich. 3 maja 1922 roku został zweryfikowany w stopniu rotmistrza ze starszeństwem z dniem 1 czerwca 1919 roku i 241. lokatą w korpusie oficerów jazdy.
17 grudnia 1931 roku został mianowany majorem ze starszeństwem z dniem 1 stycznia 1932 roku i 1. lokatą w korpusie oficerów kawalerii. W latach 1930–1933 pełnił służbę w dowództwie 1 Dywizji Piechoty Legionów w Wilnie. Latem 1933 roku został kwatermistrzem 10 pułku strzelców konnych w Łańcucie. Jesienią 1938 roku został przeniesiony z 23 pułku Ułanów Grodzieńskich w Postawach do 12 pułku Ułanów Podolskich w Białokrynicy i wyznaczony na stanowisko zastępcy dowódcy pułku.
Na tym stanowisku walczył w kampanii wrześniowej, między innymi w bitwie pod Mokrą, Wolą Cyrusową i Mińskiem Mazowieckim. Po utraceniu łączności z dowództwem 16 września mianowany dowódcą kombinowanego z różnych oddziałów zgrupowania kawalerii patrolującego brzeg Wisły pomiędzy Młocinami a Modlinem. Dowodząc tym zgrupowaniem poległ 22 września 1939 roku w bitwie pod Łomiankami. Pochowany na cmentarzu w Kiełpinie.

## Ordery i odznaczenia
- Krzyż Srebrny Orderu Wojennego Virtuti Militari nr 12518[2]
- Krzyż Walecznych (dwukrotnie)[3]
- Złoty Krzyż Zasługi (19 marca 1936)[4]
- Krzyż Zasługi Wojsk Litwy Środkowej[5]